# 6-та гвардійська танкова армія (СРСР)
Шо́ста гварді́йська та́нкова а́рмія (6 гв. ТА) — гвардійська танкова армія у складі Збройних сил СРСР з 12 вересня 1944 по вересень 1945 та післявоєнний час на території Забайкалля та України. Створена 12 вересня 1944 шляхом перетворення 6-ї танкової армії у складі 2-го Українського фронту.

## Історія

### Німецько-радянська війна
6 танкова армія була сформована на підставі директиви № 03001 Ставки ВГК від 20 січня 1944 у складі 1-го Українського фронту перед початком Корсунь-Шевченківської операції і мала у своєму складі 5-й гвардійський Сталінградсько-Київський танковий корпус та 5 механізований корпус.
22 лютого 1944 6 танкова армія була передана до складу 2-го Українського фронту і в березні-квітні 1944 брала участь в Умансько-Ботошанській операції.
12 вересня 1944 армія наказом Верховного Головнокомандувача № 0307 за зразкове виконання бойових завдань, героїзм, відвагу і мужність, виявлені особовим складом в боях з німецькими загарбниками була перетворена в 6 гвардійську танкову армію. Станом на 1 жовтня 1944 до складу армії входили 9-й гвардійський механізований, 5-й гвардійський танковий корпуса, 6-та самохідно-артилерійська бригада та окремі частини.
У жовтні 1944 війська 6 гв. ТА брали участь в Дебреценській наступальної операції (6-28 жовтня), після якої вийшла до резерву фронту. У грудні 1944 — січні 1945 в Будапештській наступальних операціях (29 жовтня 1944 — 13 лютого 1945).
17 березня 1945 6 гвардійська танкова армія передана 3-му Українському фронту і у його складі у взаємодії з 4-й та 9-й гвардійськими арміями 3-го Українського і 46-й армією 2-го Українського фронтів брала участь у Віденській операції, у ході якої після запеклих боїв 13 квітня 1945 оволоділа столицею Австрії — Відень.
17 квітня 6 гвардійська танкова армія була підпорядкована 2-му Українському фронту, у складі якого 26 квітня 1945 оволоділа м. Брно. Надалі наступала на Оломоуц. У ході проведення Празької операції 9 травня 1945 вступила в столицю Чехословаччини — Прагу.
Всього в ході бойових дій у Європі об'єднання взяло участь у восьми військових операціях.
6 гвардійська танкова армія завершила Велику Вітчизняну війну 12 травня 1945 року, оволодівши містом Бероун та зустрівшись з частинами армії Сполучених Штатів Америки.

### Радянсько-японська війна
Після передислокації влітку 1945 з Чехословаччини у Монгольську Народну Республіку 6 гвардійська танкова армія була підпорядкована Забайкальському фронту, для участі в проведенні операцій в горах Монголії та Китаю проти японської Квантунської армії. На початок війни з Японією до складу армії входили 5-й гвардійський танковий, 9-й гвардійський і 7-й механізовані корпуси, 36-та і 57-ма мотострілецькі дивізії, 202-га легка артилерійська бригада, інші з'єднання та частини.
Наступаючи у першому ешелоні фронту на Чанчунь, війська армії до кінця третього дня операції (11 серпня) подолали хребет Великій Хинган і вийшли на Центрально-Маньчжурську рівнину в районі Лубея. З 12 серпня армія головними силами успішно розвивала наступ на Мукден (Шеньян), а частиною сил — на Чанчунь. Швидкий вихід її з'єднань і частин до найважливіших районів Маньчжурії забезпечив розчленовування головного угруповання японської Квантунської армії і багато в чому сприяв її швидкої капітуляції.
З 8 серпня 1945 6 гвардійська танкова армія бере участь у Хінгано-Мукденській операції (9 серпня — 2 вересня) після розгрому японської Квантунської армії та 23 серпня 1945 вийшла до берегів Тихого океану в районі міст Порт-Артур та Дальній.

### Післявоєнний час
З вересня 1945 по квітень 1957 року 6-та гвардійська танкова армія була перейменована в 6-ту механізовану та увійшла до складу Забайкальського військового округу, а з травня 1957 по квітень 1992 — до складу Київського військового округу.
З квітня 1992 до грудня 1993 року армія входила до складу Одеського військового округу (Південного оперативного командування) Збройних Сил України. Наприкінці 1993 року 6 гв. ТА переформовано на 6 армійський корпус ЗС України.

## Склад
1988 рік
- 17-та гвардійська танкова дивізія (Кривий Ріг, Дніпропетровська область);
- 22-га гвардійська танкова дивізія (Новомосковськ, Дніпропетровська область);
- 42-га гвардійська танкова дивізія (Гвардійське, Дніпропетровська область);
- 75-та гвардійська танкова дивізія (Чугуїв, Харківська область);
- 64-та запасна танкова дивізія (мобілізаційна) (Чугуїв, Харківська область);
- 722-й територіальний навчальний центр;
- 747-й територіальний навчальний центр.

## Командування
- Командувачі:
  - генерал-лейтенант танкових військ, з вересня 1944 генерал-полковник танкових військ Кравченко А. Г.

## Нагороди
За заслуги, проявлені в боях із захисту Вітчизни, успіхи в бойовій підготовці Указом Президії Верховної Ради СРСР від 16 січня 1974 6 гвардійська танкова армія нагороджена орденом Червоного Прапора.
Днем формування військової частини вважається 20 січня 1944 року.